# Итяково (Чувашия)
Итяково (чув. Хурахпа) — деревня в Мариинско-Посадском муниципальном округе Чувашской Республики России. Входила с 2004 до 2023 год в состав Бичуринского сельского поселения. С 2023 года входит в состав Бичуринского территориального отдела.

## География
Деревня находится в северо-восточной части Чувашии, в пределах Чувашского плато, в зоне хвойно-широколиственных лесов, к югу от реки Кунер, на расстоянии примерно 21 километра (по прямой) к юго-юго-востоку от города Мариинский Посад, административного центра района. Абсолютная высота — 140 метров над уровнем моря.

### Часовой пояс
Деревня Итяково, как и вся Чувашия, находится в часовой зоне МСК (московское время). Смещение применяемого времени относительно UTC составляет +3:00.

## Население
| 2010 | 2012 |
| ---- | ---- |
| 96   | ↗101 |

### Половой состав
По данным Всероссийской переписи населения 2010 года в гендерной структуре населения мужчины составляли 49 %, женщины — соответственно 51 %.

### Национальный состав
Согласно результатам переписи 2002 года, в национальной структуре населения чуваши составляли 98 % из 110 чел.